# Krasnoiła
Krasnoiła (ukr. Красноїлля) – wieś na Ukrainie w rejonie wierchowińskim obwodu iwanofrankiwskiego, nad Czarną Rzeką (Чорна Річка).

## Historia
1 maja 1696 Dumitrasco Ursachi sprzedaje drugą połowę wsi Krasnoiła kapitanowi Aleksandrowi Jelskiemu  „Polakowi z Grodna (Litwa), przebywającemu tam z małą armią na obrzeżach ziemi starostwa horodeńskiego”.